# Dendronephthya rigida
Dendronephthya rigida är en korallart som beskrevs av Studer 1888. Dendronephthya rigida ingår i släktet Dendronephthya och familjen Nephtheidae. Inga underarter finns listade i Catalogue of Life.